# James Hepburn

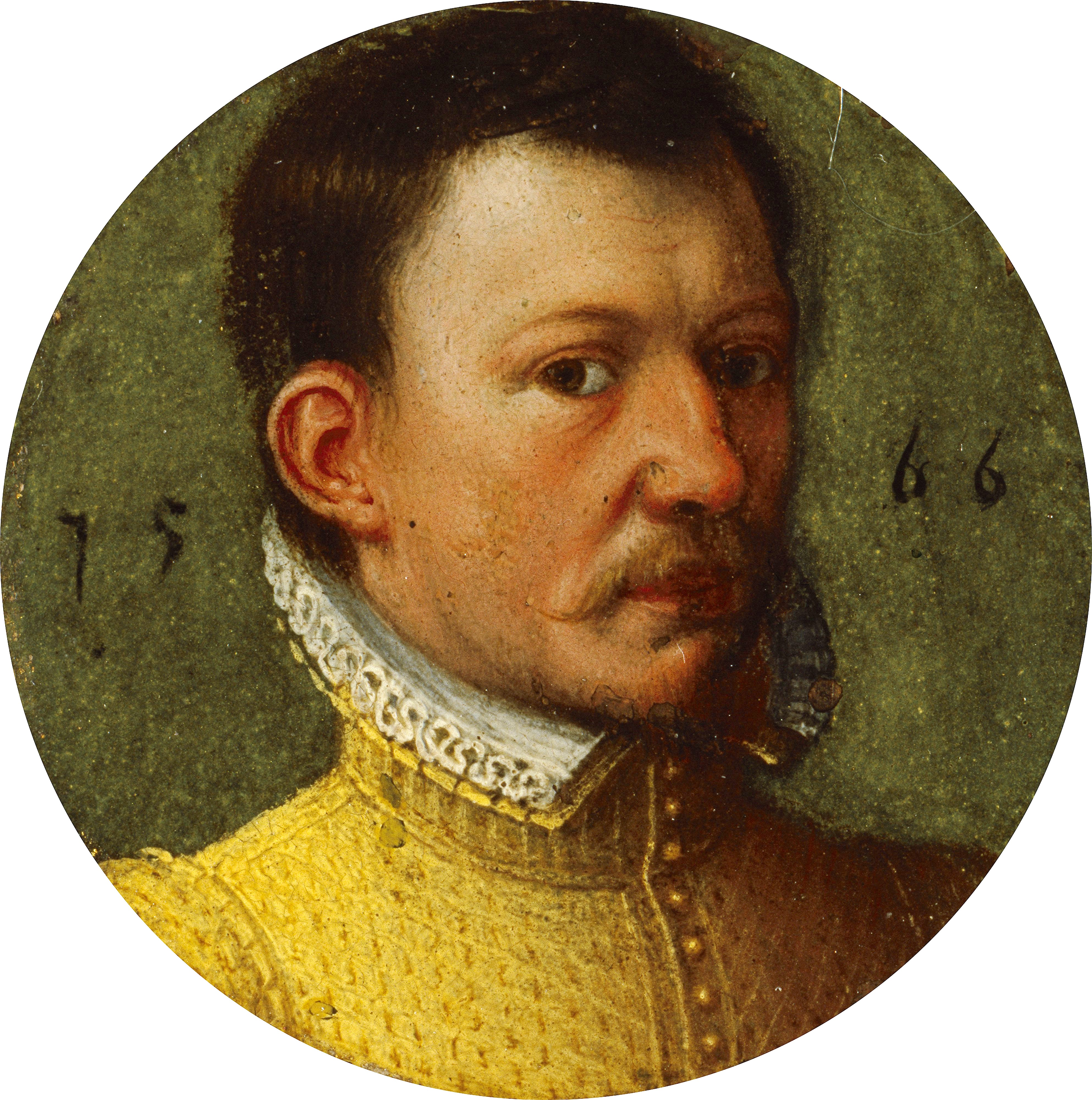
James Hepburn / Bothwell

James Hepburn, (circa 1535 - slot Dragsholm (Seeland, Denemarken), 14 april 1578) was graaf van Orkney, markies van Fife, 4e graaf van Bothwell (4th Earl of Bothwell), en wordt meestal slechts aangeduid met Bothwell. Bothwell was de derde echtgenoot van Maria I van Schotland en zij was zijn derde echtgenote.
Bothwell was waarschijnlijk al adviseur en ridder officier aan het hof van Maria I vanaf het moment dat ze terugkeerde naar Schotland. Hun verhouding begon echter pas in 1566, na de geboorte van haar zoon, de toekomstige Jacobus I van Engeland. Bothwell was getrouwd met Jean, dochter van de Graaf van Huntley, in februari 1566. Begin mei 1567 scheidde hij van haar op grond van overspel met een bediende.
Toen Maria hoorde dat Bothwell ernstig gewond was, bezocht ze hem. Zij maakte daarvoor een zware reis naar Schotland, slechts weken na de geboorte van Jacobus. De tweede echtgenoot van Maria, Henry Stuart, was in februari 1567 vermoord en Bothwell werd verdacht, maar vrijgesproken. Slechts 12 dagen na Bothwells scheiding van zijn 2e vrouw, op 15 mei 1567 trouwden Maria en Bothwell, naar men zegt nadat Bothwell haar had ontvoerd en verkracht. Dit protestants huwelijk met een gescheiden man die verdacht was van moord op haar 2e echtgenoot maakte Maria impopulair en was een hoofdreden waarom zij afstand moest doen van de troon. In december van hetzelfde jaar raakte Bothwell al zijn titels kwijt omdat hij verraad pleegde. Hij vertrok naar Scandinavië om een leger op de been te brengen dat Maria weer op de troon zou helpen. Hij werd echter gevangengenomen op klacht van zijn eerste vrouw, die hij verlaten had en die haar bruidsschat terug eiste. De Deense autoriteiten vernamen dan dat de Engelsen hem zochten voor de moord op Darnley. Hij bleef opgesloten in Slot Dragsholm en sleet er de rest van zijn leven onder erbarmelijke omstandigheden en stierf uiteindelijk, krankzinnig geworden, in 1578.
Zijn lichaam ligt opgebaard in Fårevejle Kirkeby naast de kerk van Dragsholm.
- Bibliothèque nationale de France: cb106664391 (data)
- Gemeinsame Normdatei: 128438088
- International Standard Name Identifier: 0000 0000 2367 9897
- Library of Congress Control Number: n50042109
- Nationale Bibliotheek van Israël: 987007274126605171
- Nederlandse Thesaurus van Auteursnamen: 171549929
- SNAC: w6jq0z0m
- Virtual International Authority File: 72444302
- WorldCat: E39PBJhhqJpdVRXmQthx4r8grq